# لوك غودوين
لوك غودوين (بالإنجليزية: Luke Goodwin)‏ هو لاعب دوري الرغبي نيوزيلندي، ولد في 18 يناير 1973.